# 世界の街道をゆく
『世界の街道をゆく』（せかいのかいどうをゆく）は、2009年（平成21年）10月1日から2021年12月28日までテレビ朝日で放送された関東ローカルの紀行番組である。全3016回。テレビ朝日とテレコムスタッフの共同製作。キヤノン（「Canon・EOS」名義）の一社提供。

## 概要
世界各地の街道で出会う人々の営みや現地の魅力ある風景などに着目し、それらを独自の手法で映像化して伝えるミニ番組。番組は週5日間毎日放送され、原則としてひとつの街道を1か月にわたって取り上げていた。
番組で流れる映像は、動きのある映像もスチール映像もキヤノンのデジタル一眼レフカメラで撮影されている。テレビ朝日が公式サイトで公表している撮影機材は、「EOS 5D Mark IV」「EOS 5Ds」「EOS M6」の3種である。Instagramでは、これらの映像の公式配信が行われている。各回ともに、最後の提供クレジットに「Canon」と表示すると同時に「明日（金曜日の場合は次回）は○○へ向かいます」とナレーションする。2010年4月からはナレーションの後に女性アナウンサーの声で提供読みがあった。
番組は、2017年10月27日放送分で放送2000回を達成した。
開始当初は月曜 - 金曜20時56分 - 21時の4分枠で、2010年度からは月曜 - 金曜20時54分 - 21時の6分枠に拡大した。2019年度前期は金曜に限り、『ザワつく!金曜日』（金曜20時57分 - 21時54分）の改題・枠の移動・拡大に伴う改編のため、20:57終了の3分枠に短縮、同時に正式開始時刻が20:55:15から20:54:30（45秒繰り上げ）、『ザワつく』との接続をステブレレスにそれぞれ変更した。ただし、19:00 - 21:48に3時間特番が編成されたり、20:00開始の2時間特番が編成された場合には、移動前や他曜日と同じく「放送時間は6分」・「前CMは1分15秒」に戻す事があった。なお、スポーツ中継をはじめとする特別編成時には休止とするか、3分枠での短縮放送を実施した。
2019年10月改編で金曜日の放送時間が6分枠に戻る。
2021年12月28日の放送をもって番組終了。12年3ヶ月の幕を降ろした。

## ナレーター
- 坂東三津五郎（2009年10月1日 - 2015年2月27日）[注 1]
- 広中雅志（2015年3月2日 - 2015年4月30日）
- 坂東巳之助（2015年5月1日 - 2021年12月28日）

## スタッフ
すべて公式サイトの「番組概要」ページで公表されているデータからの参考。
- 撮影（動画）：横木安良夫、宮内文雄、堀越希美恵、平林聡一郎、杉山悟
- 撮影（スチール）：横木安良夫、狩野喜彦、HARUKI、谷口京、会田法行、熊谷直子、広川智基、沼田学、Yoshi Omori
- メディアマネージャー：飯田祐一郎、髙橋祐太
- デスク：金子麻子
- 編集：山下徹
- アシスタントディレクター：杉山あかね、今井花衣
- 演出・構成：狩野喜彦、林大介、田島櫻子、森山宏昭、小関竜平、山本雅史、熊田草平
- プロデューサー：小鴨翔（テレビ朝日）、寺島髙幸（テレコムスタッフ）
- テーマ音楽：篠原信彦
- テーマ曲：Goin' on

## 放送時間
いずれも日本標準時。前番組『都のかほり』と同様、ゴールデンタイムに特別番組の放送がある日には繰り下げもしくは繰り上げ放送になったり、編成によっては、2010年度以降の月曜 - 木曜・2010年度 - 2018年度の金曜であっても3分枠での短縮放送となる。逆に2019年度以降の金曜であっても、19時からもしくは20時からの3時間もしくは2時間特番放送時は21時48分 - 21時54分に従前の（現行の他曜日と同じ）6分枠で放送することもある。
- 月曜 - 金曜 20:56 - 21:00 （2009年10月1日 - 2010年3月31日）
- 月曜 - 金曜 20:54 - 21:00 （2010年4月1日 - 2019年3月29日、2019年10月 - 2021年12月28日） - 前座番組だった『easy sports』の枠を取り込んで2分前拡大。
- 月曜 - 木曜 20:54 - 21:00・金曜 20:54 - 20:57 （2019年4月1日 - 9月） - 2019年4月改編において、金曜の後続番組が『金曜★ロンドンハーツ』（21:00 - 21:54）から『ザワつく!金曜日』（20:57 - 21:54）に変更されることを受け、金曜のみ3分早終了（月曜 - 木曜は従前通り）。

## その他
- データ放送は番組終了まで行わなかったが、例外として、2017年6月26日から同年6月30日放送分では「テレビ朝日夏のプレゼントキャンペーン」の一環として、データ放送を実施した。
- 2011年11月の「遥かなるシルクロードI・トルコ」放送時には、同年10月に発生したトルコ東部地震の被災者への見舞い文を画面上部にテロップ表示した。ちなみに、当該回の撮影が行われたのは同年8月である。
- サッカー中継・フィギュアスケートグランプリシリーズ→『報道ステーション』への直結編成やプロ野球日本シリーズ中継延長、改編期の特番で休止となるケースが多い。また、年末年始[注 2]は、『ミュージックステーションスーパーライブ』などの長時間特番編成のため休止されることが多い。また、『報道ステーション』も休止となるため、それに代わるスポットニュース・天気予報枠の『ANNニュース』（年末年始）を編成する関係での休止もある。
- 2016年4月1日と4月4日 - 8日は『報道ステーション』のメインキャスター交代（古舘伊知郎→富川悠太）によるセット解体およびセット建て直しに伴い、『報道ステーション』が年末年始以外の休止期間となったため、異なる時間で放送された[注 3]。
- 2019年4月30日は平成から令和に元号が変わる生前退位・改元に伴う特番『羽鳥慎一モーニングショー 夜の拡大版 今夜決定!平成ニッポンのヒーロー総選挙」編成のため休止した。
- 2020年2月に放送を予定していた「かくも奥深き食文化の道III・中国」編は、中国での新型コロナウイルスの感染拡大に考慮する形として、放送予定を延期するとともに、2018年9月放送の「遥かなる音楽家たちの道・ドイツ」のアンコール放送に変更して放送した。その後、当該回は同年11月から放送を開始している。